# Loituma
I Loituma sono un quartetto finlandese che unisce la tradizione musicale vocale finlandese con i suoni del kantele. Vengono principalmente ricordati per la loro reinterpretazione a cappella di Ievan polkka, pubblicata nel loro album di debutto del 1995 Things of Beauty, ma divenuta famosa solamente nel 2006. Del brano verranno realizzate diverse cover.

## Storia

### Primi anni di carriera
I Loituma esordirono l'autunno 1989 come settetto con il nome di Jäykkä Leipä ("pane raffermo"), nato all'interno del dipartimento di musica folk dell'Accademia Sibelius di Helsinki.
Il gruppo originale comprendeva come cantanti Sanna Kurki-Suonio e Tellu Paulasto, che in seguito abbandonarono per unirsi agli svedesi Hedningarna.
I Loituma vennero eletti gruppo dell'anno durante il Kaustinen Folkmusic Festival del 1997.

### Successo
Nel 2006 un utente russo della piattaforma Livejournal pubblicò un'animazione flash, tratta da uno spezzone di due secondi del secondo episodio della serie animata Bleach, nella quale il personaggio di Orihime Inoue rotea un porro in loop e accompagnato da una sezione, cantata in stile scat, tratta da una reinterpretazione dei Loituma di Ievan polkka, pubblicata dieci anni prima nel loro primo album Things of Beauty. Il video, conosciuto come Leekspin (o Loituma Girl), divenne virale e contribuì a far impennare temporaneamente la notorietà dei Loituma. Sempre nel 2006, approfittando dell'inaspettata popolarità raggiunta, la formazione incise un'altra versione del brano con un arrangiamento più pop intitolata Ieva's Polka. Il brano venne anche fatto reinterpretare dalle mascot virtuali Holly Dolly (Dolly Song (Ievan Polkka), 2006) dell'azienda Jamba! e il vocaloid Hatsune Miku (Ievan Polkka, 2007).
I Loituma non riusciranno più a guadagnare la stessa visibilità, diventando così l'unica meteora del folk pop finlandese; nel 2010 realizzarono un'altra versione di Ievan polkka promuovendola attraverso le televisioni tedesche, ma senza successo.

## Formazione
- Sari Kauranen, kantele e voce
- Anita Lehtola, voce e kantele a 5 corde
- Timo Väänänen kantele e voce
- Hanni-Mari Turunen voce, fiddle, kantele a 5 corde, flauto dolce, contrabbasso, batteria

## Discografia

### Album in studio
- 1995 – Things of Beauty
- 1998 – In the Moonlight

### Singoli
- 2006 – Ievan polkka